# Pandanarum (Pacet)
Pandanarum is een bestuurslaag in het regentschap Mojokerto van de provincie Oost-Java, Indonesië. Pandanarum telt 1899 inwoners (volkstelling 2010).